# Тлумачская городская община
Тлумачская городская общи́на (укр. Тлумацька міська громада) — территориальная община в Ивано-Франковском районе Ивано-Франковской области Украины.
Административный центр — город Тлумач.
Население составляет 27446 человек. Площадь — 363,5 км².

## Населённые пункты
В состав общины входят 1 город (Тлумач) и 34 села:
- Антоновка
- Бортники
- Братышев
- Буковна
- Бушкалик
- Окняны
- Вольное
- Гончаровка
- Гостев
- Грабычанка
- Гриновцы
- Грушка
- Диброва
- Загорье
- Золотая Липа
- Коленцы
- Королёвка
- Купелев
- Кутище
- Лысая Гора
- Локотка
- Мельники
- Надорожная
- Нижнев
- Новосёлка
- Олешов
- Острыня
- Палагичи
- Петрилов
- Попелов
- Прибылев
- Пужники
- Смерклов
- Тарасовка

## Религия

### Храмы УГКЦ
| Село       | Храм                                              | Год основания | Настоятель            |
| ---------- | ------------------------------------------------- | ------------- | --------------------- |
| Антоновка  | Церковь Святого Дмитрия                           | 1903          | о.Василий Палюга      |
| Братышев   | Церковь Успения Пресвятой Девы Марии              |               | о. Иван Гуцуляк       |
| Гостев     | Церковь Святого Юрия Победителя                   | 1989          | о. Владимир Майданчук |
| Гриновцы   | Церковь Рождества Пресвятой Девы Марии            | 1995          | о. Николай Притула    |
| Грушка     | Церковь Перенесения мощей Святого Николая         | 2012          | о. Тарас Гушулей      |
| Диброва    | Церковь Успения Пресвятой Девы Марии              | 1927          | о. Олег Легкодух      |
| Коленцы    | Церковь Успения Пресвятой Девы Марии              | 2005          | о. Николай Притула    |
| Королевка  | Церковь Успения Пресвятой Девы Марии              | 1926          | о. Богдан Буржминский |
| Локитка    | Церковь Царя Христа                               |               | о. Сергей Козак       |
| Надорожная | Церковь Воскрешения Господа Нашего Иисуса Христа  | 1806          | о. Сергей Козак       |
| Нижнев     | Церковь Введения в храм Пресвятой Богородицы      | 1872          | о. Андрей Семянчук    |
| Нижнев     | Церковь Святого Архистратига Михаила              | 1755          | о. Василий Палюга     |
| Новоселка  | Церковь Рождества Пресвятой Девы Марии            | 1872          | о. Евстафий Гасяк     |
| Острыня    | Церковь Святого Николая                           | 1884          | о. Олег Легкодух      |
| Окняны     | Церковь Рождества Пречистой Девы Марии            |               | о. Игорь Федорчук     |
| Палагичи   | Церковь Святого Архистратига Михаила              | 1895          | о. Владимир Медведь   |
| Петрилов   | Церковь святых великомучеников Космы и Демианы    | 1889          | о. Евстафий Гасяк     |
| Попелов    | Церковь святых апостолов Петра и Павла            |               | о. Иван Федорчук      |
| Прибылев   | Церковь Преображения Господа нашего Иисуса Христа |               | о. Николай Римчук     |
| тарасовка  | Церковь Покровы Пресвятой Девы Марии              |               | о. Михаил Могила      |
| Тлумач     | Церковь Пресвятой Тройцы                          |               | о. Павел Дутчак       |
| Тлумач     | Церковь Христа Царя                               | 1922          | о. Тарас Гушулей      |

### Храмы ПЦУ
| Село     | Храм                              | Год основания | Настоятель                     |
| -------- | --------------------------------- | ------------- | ------------------------------ |
| Бортники | Успения Пресвятой Девы Марии      | 2000          | о. Василий Гаморак мит.прот    |
| Буковна  | Святого Пророка Илии              |               | о. Василий Минтяник мит.прот   |
| Гриновцы | Рождества Пресвятой Девы Марии    | 1993          | о. Михаил Моздир мит. прот.    |
| Грушка   | Перенесения мощей Святого Николая | 1993          | о. Игорь Слободян мит. прот.   |
| Коленцы  | Успения Пресвятой Девы Марии      | 2000          | о. Василий Моздир мит.прот.    |
| Кутище   | Рождества Иоанна Крестителя       | 1995          | о. Роман Коржинский мит.прот.  |
| Локитка  | Царя Христа                       |               | о. Василий Ворощук прот.       |
| Мельники | Святого Николая                   | 1960          | о. Игорь Слободян мит.прот.    |
| Окняны   | Рождества Пресвятой Девы Марии    | 1904          | о. Василий Ворощук прот.       |
| Олешов   | Перенесения мощей святого Николая | 1806          | о. Иван Тымчук                 |
| Пужники  | Великомученицы Параскевы          | 1894          | о. Владимир Калынюк митр.прот. |
| Тлумач   | Преображения Господнего           | 1991          | о. Василий Стадник мит.прот.   |

Храмы Римо-католические
- Костел святой Анны г.Тлумач 2015 г. о.Артур Зауха

## Памятки природы
- Меленещина с. Палагичи ботанический заказник
- Нижневский с.Нижнев часть регионального ландшафтного парка заповедник
- Цовдры с.Грушка и Пужники (частично) заповедник
- Каштаны с.Бортники заповедник
- Липовая алея с. Палагичи заповедник
- Потицкая гора с.Полагичи заповедник
- Татры с. Окняны заповедник